# Perezia magellanica
Perezia magellanica (Edelweiss fueguino, tól harr (selknam)) es una especie de planta herbácea perteneciente a la familia de las asteráceas.

## Descripción
Es una planta perenne, que alcanza un tamaño de unos 30 cm de altura. De hojas basales y lanceoladas, su tallo alcanza una altura de hasta 20 cm. Se encuentra en sitios húmedos: suelos pantanosos, pastizales, en zonas de montaña hasta los 800 m s. n. m. por sobre el límite arbóreo. La floración se produce entre noviembre y febrero.

## Distribución
Es endémica de las zonas sur andinas de Argentina y de Chile -en las regiones de Aysén y la de Magallanes-.

## Taxonomía
P. magellanica fue descrita por (L.f.) Lag. y publicado en Amenidades Naturales de las Españas 1(1): 31. 1811.
Sinonimia
- Clarionea elegans Phil.
- Clarionea magellanica (L.f.) DC.
- Clarionella magellanica Decne.
- Perdicium magellanicum L.f.
- Perezia lagascae Cass.
- Perezia magellanica (L.f.) Less[5]

## Galería de Imágenes

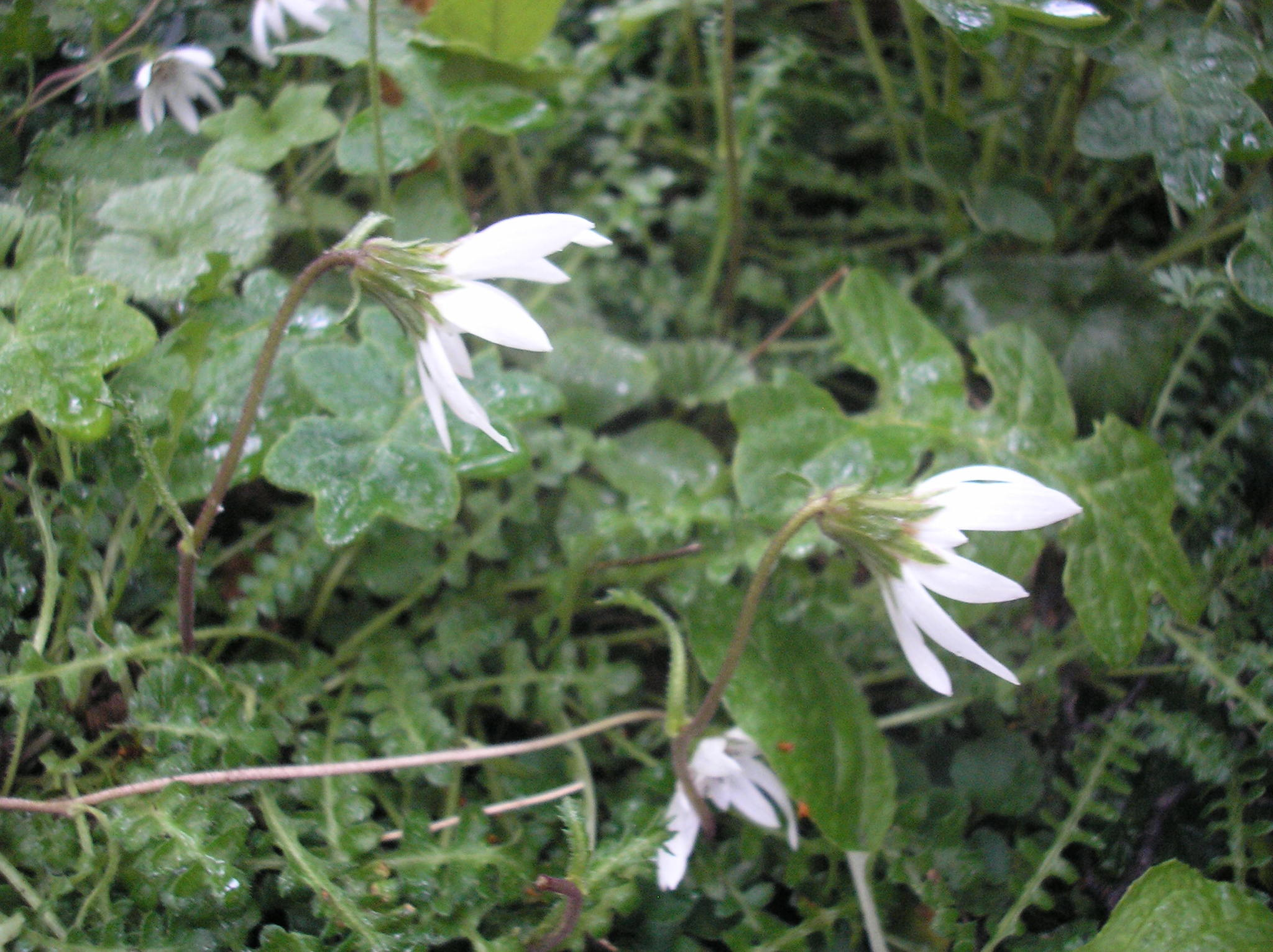
P. magellanica en Tierra del Fuego, Argentina
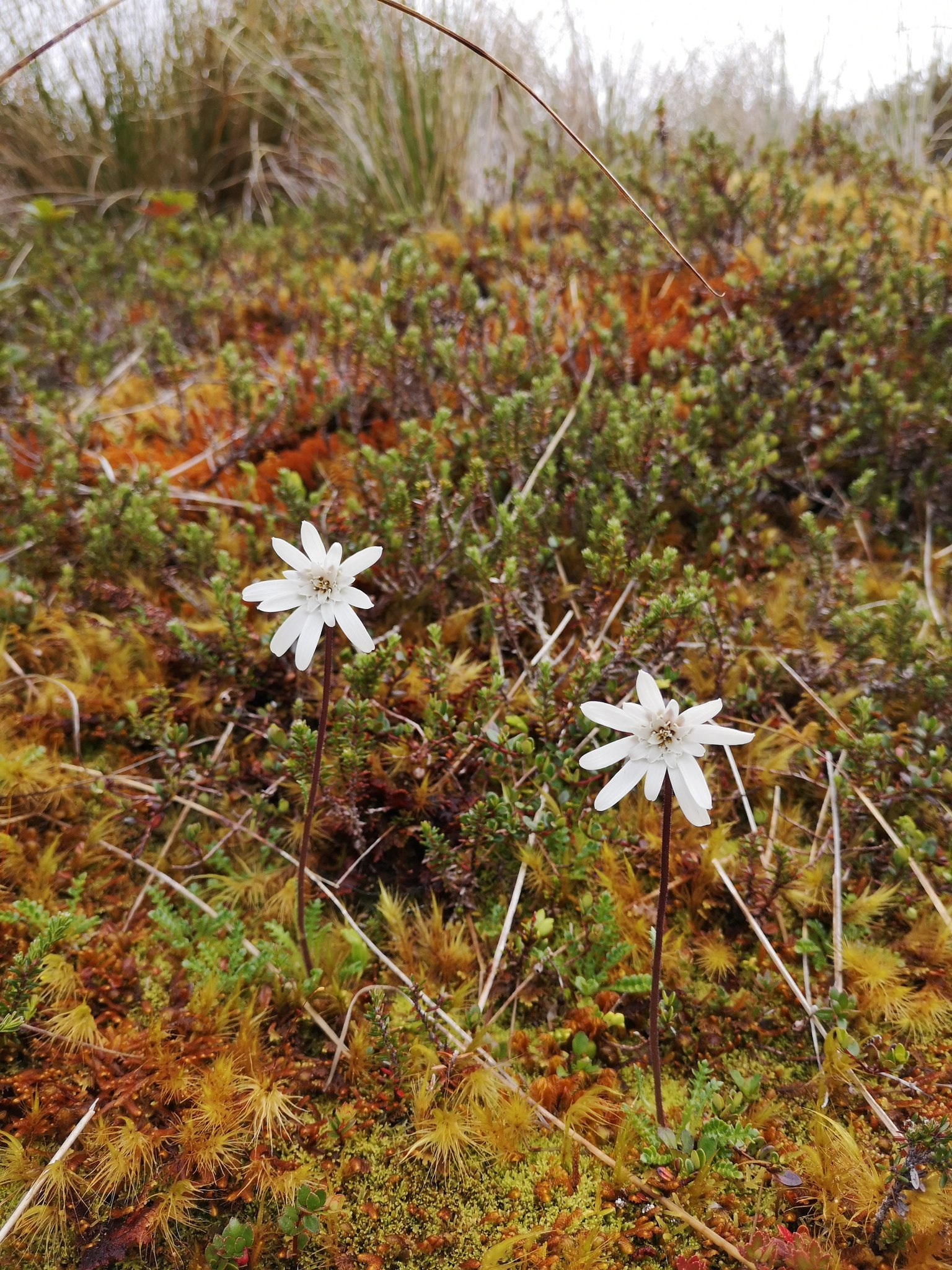
P. magellanica en Magallanes, Chile.
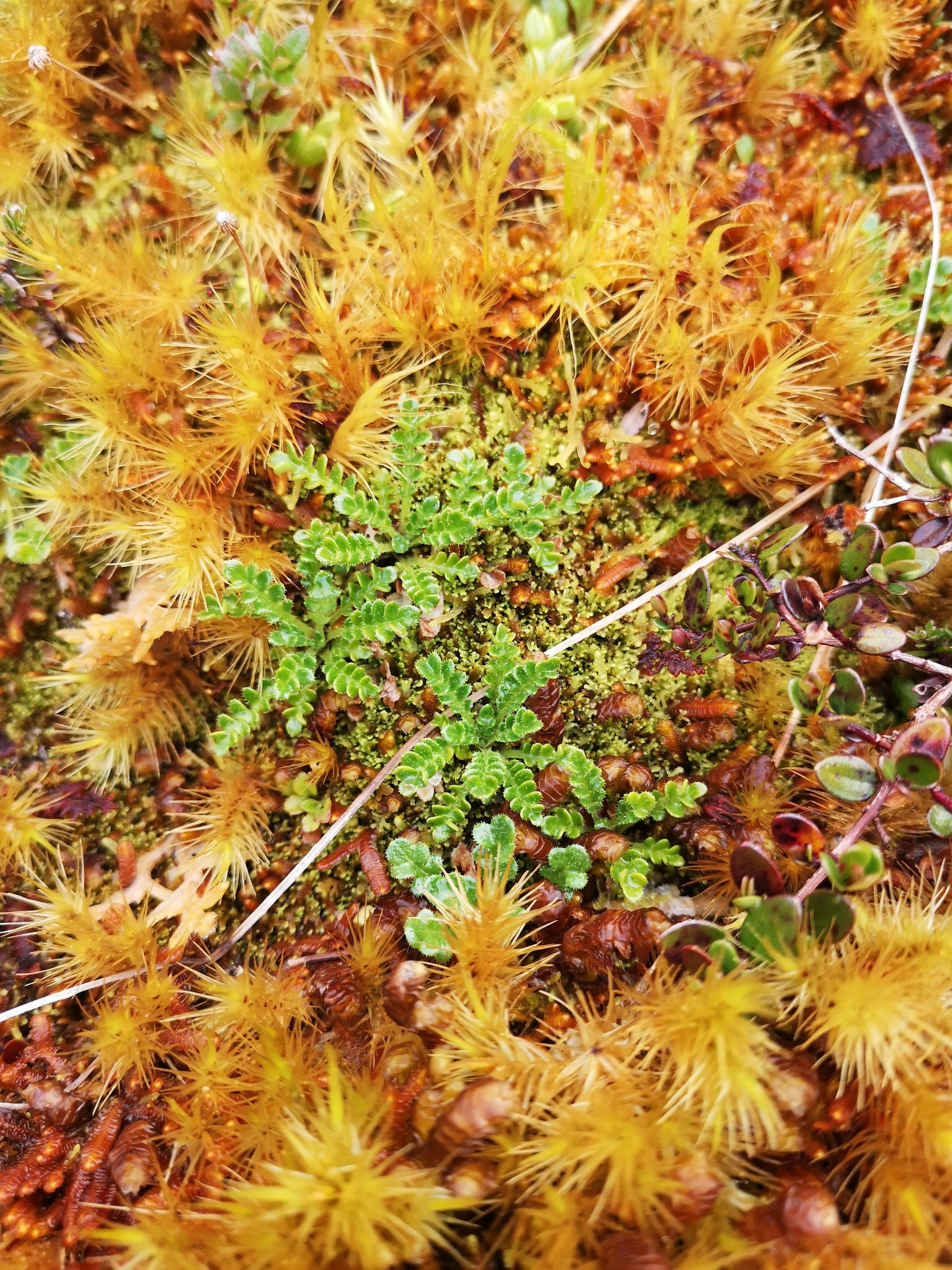
P. magellanica en Magallanes, Chile.
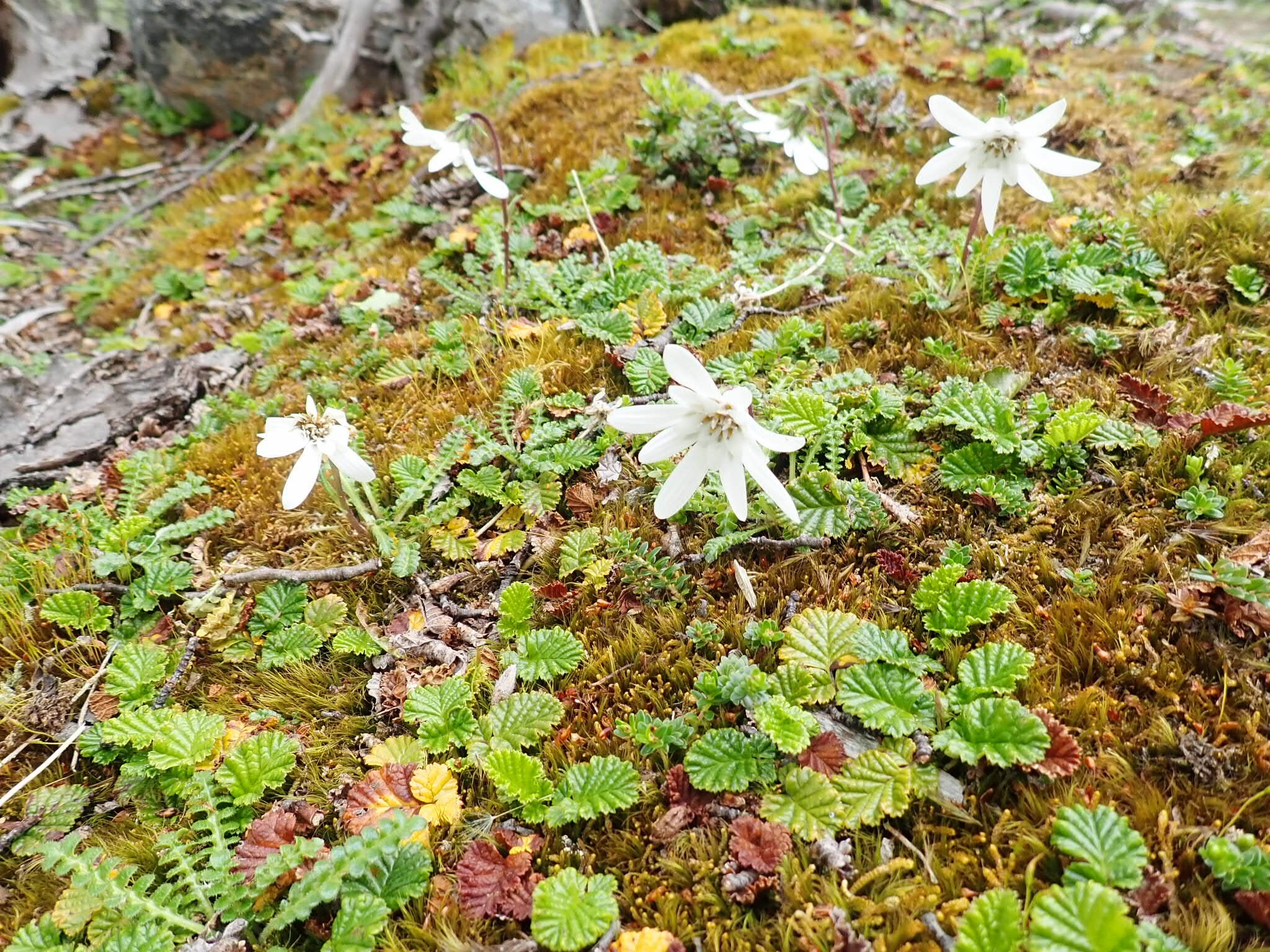
P. magellanica en Ushuaia, Tierra del Fuego, Argentina
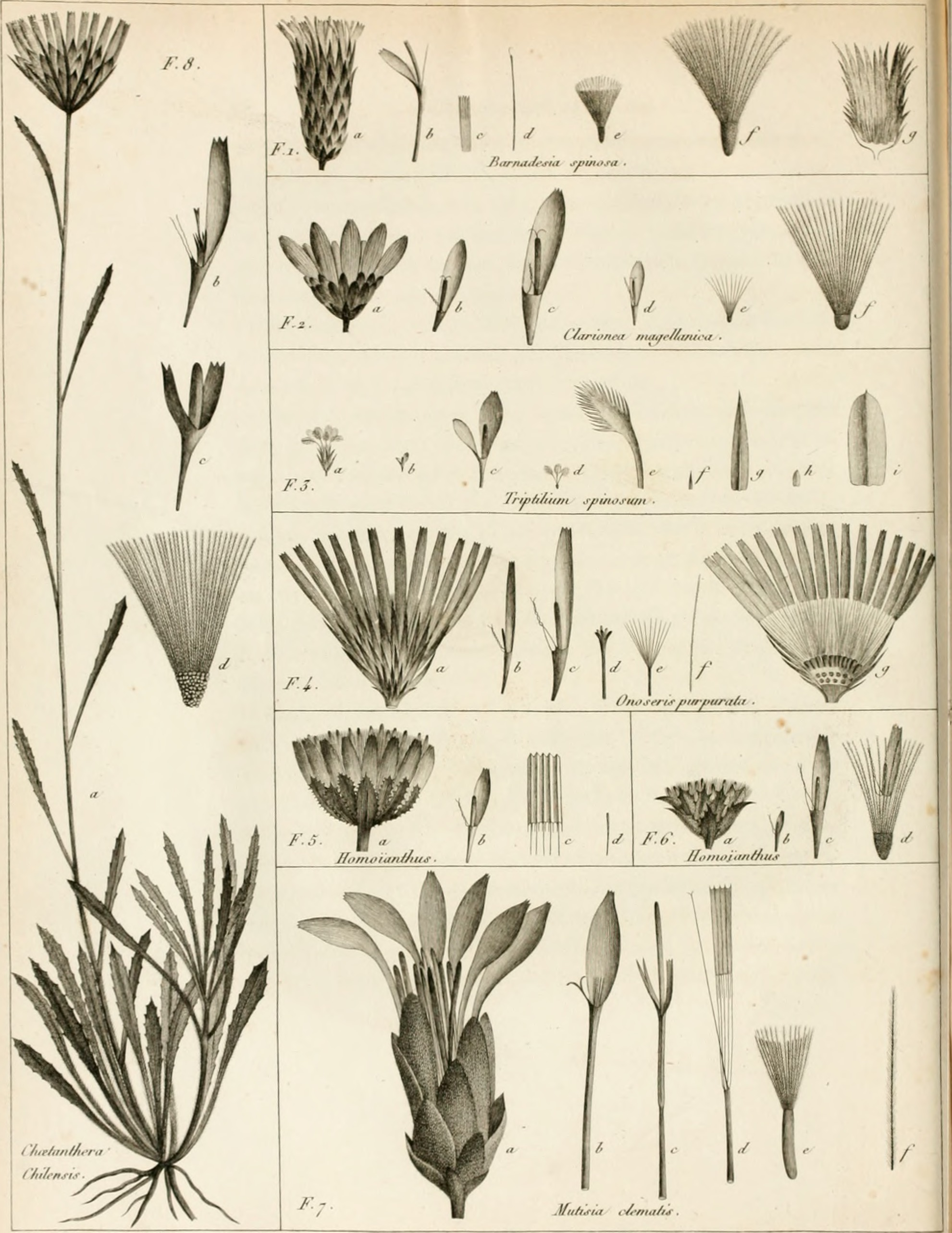
Fig.2 (a, b, c, d, e, f): Perezia magellanica en los Annales du Muséum national d'histoire naturelle (1812) (como Clarionea magellanica)